# Llanelli Town Association Football Club
Il Llanelli Town Association Football Club è un club calcistico gallese di Llanelli.

## Storia
Fondato nel 1896 come Llanelli Association Football Club, il club fu uno dei membri fondatori della Welsh Premier League nella quale ha militato dal 1992 al 2013. Il club è stato dichiarato fallito il 22 aprile 2013 a causa di un debito non saldato con il fisco britannico pari a 21.000 sterline.
A seguito della liquidazione del club è stato fondato il Llanelli Town Association Football Club che ne ha raccolto l'eredità ed ha ottenuto l'iscrizione alla Welsh League Division Three (quarto livello del campionato nazionale) per la stagione 2013-2014.
Nel corso della sua storia il club ha vinto un campionato gallese, una coppa del Galles e una coppa di lega, ha inoltre partecipato per cinque volte alla Coppa UEFA/UEFA Europa League, una volta alla Coppa Intertoto e una volta alla UEFA Champions League.
Lo stadio in cui disputa le partite casalinghe è il Stebonheath Park di Llanelli (3.700 posti di cui 1000 sono posti a sedere).

## Palmarès

### Competizioni nazionali
- Campionato gallese: 1

2007-2008
- Coppa del Galles: 1

2010-2011
- Welsh League Cup: 1

2007-2008
- Welsh Football League Division One: 8

1913-1914, 1929-1930, 1932-1933, 1970-1971, 1976-1977, 1977-1978, 2003-2004, 2017-2018
- Welsh Football League Division Two: 3

1932-1933, 1957-1958, 2015-2016

### Altri piazzamenti
- Campionato gallese:

Secondo posto: 2005-2006, 2008-2009, 2009-2010
- Coppa del Galles:

Finalista: 1913-1914, 2007-2008
Semifinalista: 2024-2025
- Welsh League Cup:

Finalista: 2010-2011

## Statistiche e record

### Competizioni UEFA
Tabella aggiornata alla fine della stagione 2018-2019.
| Competizione               | Partecipazioni | G  | V | N | P | RF | RS |
| -------------------------- | -------------- | -- | - | - | - | -- | -- |
| UEFA Champions League      | 1              | 2  | 1 | 0 | 1 | 1  | 4  |
| Coppa UEFA / Europa League | 5              | 12 | 3 | 3 | 6 | 12 | 24 |
| Coppa Intertoto            | 1              | 2  | 1 | 0 | 1 | 6  | 6  |

## Rosa 2006-2007
| N. |                        | Ruolo | Calciatore         |
| -- | ---------------------- | ----- | ------------------ |
| -- | Galles (bandiera)      | P     | Duncan Roberts     |
| -- | Galles (bandiera)      | P     | Gareth Williams    |
| -- | Galles (bandiera)      | D     | Wyn Thomas         |
| -- | Galles (bandiera)      | D     | Dale Griffiths     |
| -- | Galles (bandiera)      | D     | Stuart Jones       |
| -- | Galles (bandiera)      | D     | Lee Phillips       |
| -- | Inghilterra (bandiera) | D     | Cortez Belle       |
| -- | Galles (bandiera)      | D     | Garry Lloyd        |
| -- | Galles (bandiera)      | D     | Steff Cook         |
| -- | Inghilterra (bandiera) | C     | Antonio Corbisiero |
| -- | Spagna (bandiera)      | C     | Efren Fernandez    |
| -- | Galles (bandiera)      | C     | Neil Thomas        |

| N. |                        | Ruolo | Calciatore        |
| -- | ---------------------- | ----- | ----------------- |
| -- | Inghilterra (bandiera) | C     | Richard Appleby   |
| -- | Galles (bandiera)      | C     | Craig Williams    |
| -- | Galles (bandiera)      | C     | Richard Lewis     |
| -- | Galles (bandiera)      | C     | Nicholas Sinfield |
| -- | Galles (bandiera)      | C     | Jonathan Fagan    |
| -- | Galles (bandiera)      | C     | James Murray      |
| -- | Inghilterra (bandiera) | A     | Nick Harrhy       |
| -- | Spagna (bandiera)      | A     | Jacob Mingorance  |
| -- | Galles (bandiera)      | A     | James Thomas      |
| -- | Galles (bandiera)      | A     | Rhys Griffiths    |
| -- | Galles (bandiera)      | A     | Jamie Williams    |

## Rose delle stagioni precedenti
- 2010-2011